# Coryoon
Coryoon: Child of Dragon — видеоигра в жанре горизонтального скролл-шутера, разработанная и изданная компанией Naxat Soft в 1991 году эксклюзивно для игровой консоли PC Engine. Игра была официально выпущена только в Японии.

## Игровой процесс
Игра выполнена в стиле cute 'em up. Игрок управляет маленьким драконом. После уничтожения большинства противников на экране остаются фрукты, быстро падающие вниз. Игрок может собирать их, получая очки. В каждом уровне игры присутствует два босса.
Несмотря на «детское» оформление, игра имеет высокий уровень сложности, отмеченный многими игроками.